# Cauchy-Formel für mehrfache Integration
Mit der Cauchy-Formel für mehrfache Integration, benannt nach dem französischen Mathematiker Augustin Louis Cauchy, können gewisse {\displaystyle n}-te iterierte Integrale einer Funktion in einem einzigen Integral ausgedrückt werden.

## Cauchys Formel
Sei {\displaystyle f} eine stetige Funktion auf der reellen Achse.
Dann ist das {\displaystyle n}-te iterierte Integral von {\displaystyle f} am Punkt {\displaystyle x}
{\displaystyle I^{n}(x)=\int _{a}^{x}\int _{a}^{\sigma _{1}}\cdots \int _{a}^{\sigma _{n-1}}f(\sigma _{n})\,\mathrm {d} \sigma _{n}\cdots \,\mathrm {d} \sigma _{2}\,\mathrm {d} \sigma _{1}}
durch das folgende Integral gegeben:
{\displaystyle I^{n}(x)={\frac {1}{(n-1)!}}\int _{a}^{x}\left(x-t\right)^{n-1}f(t)\,\mathrm {d} t}.

## Beweis
Den Beweis erreicht man durch vollständige Induktion. Da {\displaystyle f} stetig ist, kann man den Induktionsanfang mit dem Fundamentalsatz der Analysis herleiten.
{\displaystyle {\frac {\mathrm {d} }{\mathrm {d} x}}I^{1}(x)={\frac {\mathrm {d} }{\mathrm {d} x}}\int _{a}^{x}f(t)\,\mathrm {d} t=f(x)};
wobei
{\displaystyle I^{1}(a)=\int _{a}^{a}f(t)\,\mathrm {d} t=0}.
Nehmen wir an, die Formel ist richtig für {\displaystyle n}. Nun gilt es zu beweisen, dass die Formel für {\displaystyle n+1} stimmt.
{\displaystyle {\frac {\mathrm {d} }{\mathrm {d} x}}\left[{\frac {1}{n!}}\int _{a}^{x}\left(x-t\right)^{n}f(t)\,\mathrm {d} t\right]={\frac {1}{(n-1)!}}\int _{a}^{x}\left(x-t\right)^{n-1}f(t)\,\mathrm {d} t}
Die Ableitung des Integrals kann man mit der Leibniz-Regel herleiten.
{\displaystyle {\begin{aligned}I^{n+1}(x)&=\int _{a}^{x}\int _{a}^{\sigma _{1}}\cdots \int _{a}^{\sigma _{n}}f(\sigma _{n+1})\,\mathrm {d} \sigma _{n+1}\cdots \,\mathrm {d} \sigma _{2}\,\mathrm {d} \sigma _{1}\\&=\int _{a}^{x}{\frac {1}{(n-1)!}}\int _{a}^{\sigma _{1}}\left(\sigma _{1}-t\right)^{n-1}f(t)\,\mathrm {d} t\,\mathrm {d} \sigma _{1}\\&=\int _{a}^{x}{\frac {\mathrm {d} }{\mathrm {d} \sigma _{1}}}\left[{\frac {1}{n!}}\int _{a}^{\sigma _{1}}\left(\sigma _{1}-t\right)^{n}f(t)\,\mathrm {d} t\right]\,\mathrm {d} \sigma _{1}\\&={\frac {1}{n!}}\int _{a}^{x}\left(x-t\right)^{n}f(t)\,\mathrm {d} t\end{aligned}}}
Der Beweis ist damit abgeschlossen.

## Riemann-Liouville-Integral
Cauchys Formel gilt nur für natürliche Zahlen, weil die Fakultät nur für diese definiert ist. Das Riemann-Liouville-Integral erlaubt die mehrfache Integration nicht nur für die reellen, sondern auch für die komplexen Zahlen, indem man {\displaystyle (n-1)!} durch {\displaystyle \Gamma (n)} ersetzt, wobei {\displaystyle \Gamma } die Gammafunktion bezeichnet:
{\displaystyle I^{\alpha }f(x)={\frac {1}{\Gamma (\alpha )}}\int _{a}^{x}f(t)(x-t)^{\alpha -1}\,dt}.
Der Name wurde von Marcel Riesz in Anerkennung der Pionierarbeiten von Joseph Liouville und Bernhard Riemann gewählt.

## Anwendungen
Mit ein paar Umformungsschritten ist es möglich auch eine Formel für die {\displaystyle \alpha }-te Ableitung zu finden.
Hier finden sich auch unter anderem Anwendungen wie zum Beispiel in der:
- Elektrochemie
- Rheologie
- Physik (Tautochron-Problem)